# Mouse Systems
Die Firma Mouse Systems Corporation (vorher Rodent Associates) wurde 1982 von Steve Kirsch, dem Erfinder der optischen Maus, gegründet. Der Sitz der Firma war in Fremont in Kalifornien. Außer der Tatsache, dass die Firma Kirschs Erfindung vermarktete, war sie auch an der Einführung der Maus für den IBM PC beteiligt.

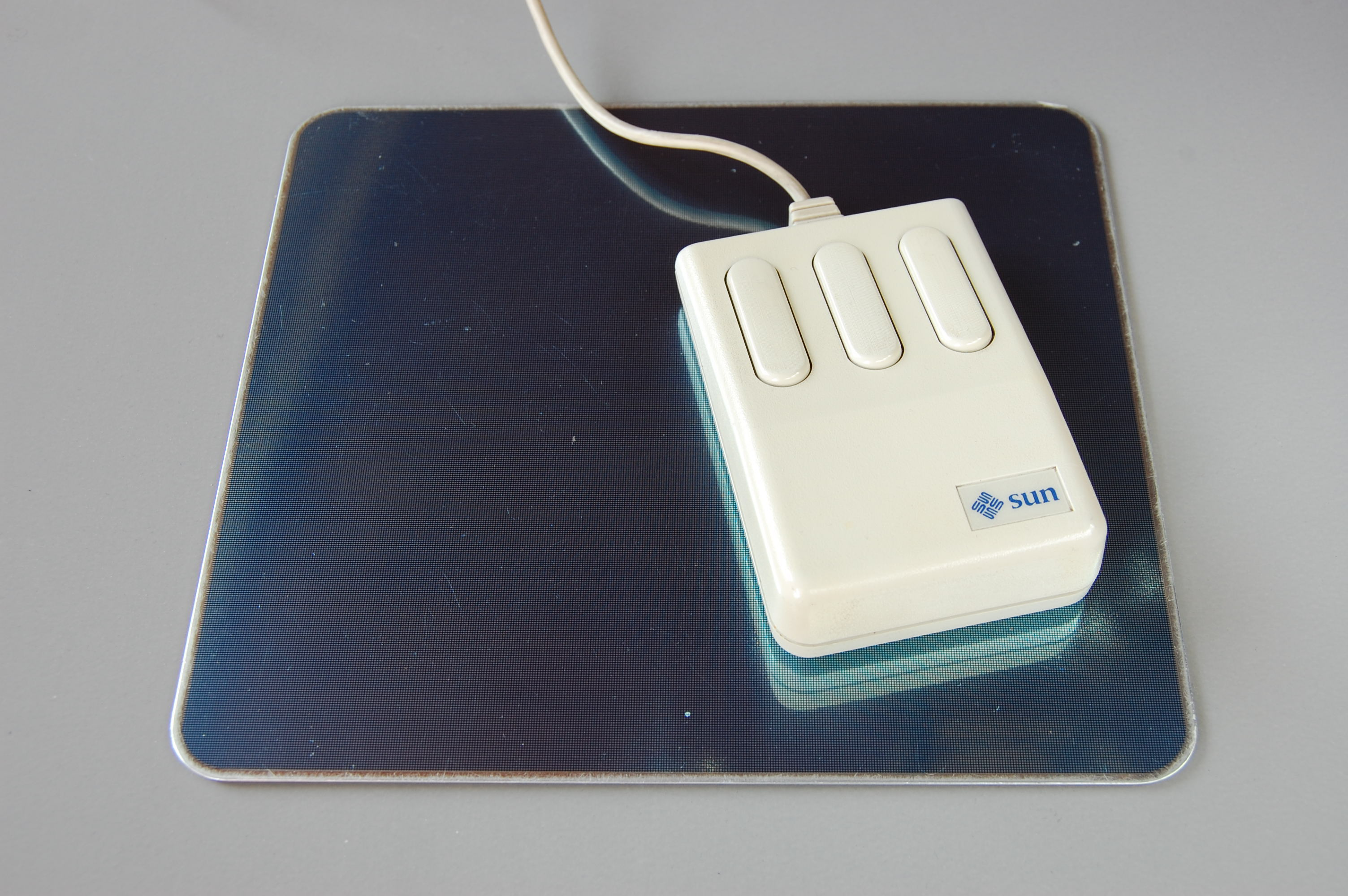
Mouse-Systems-Maus einer Sun-Workstation mit optischem Mousepad

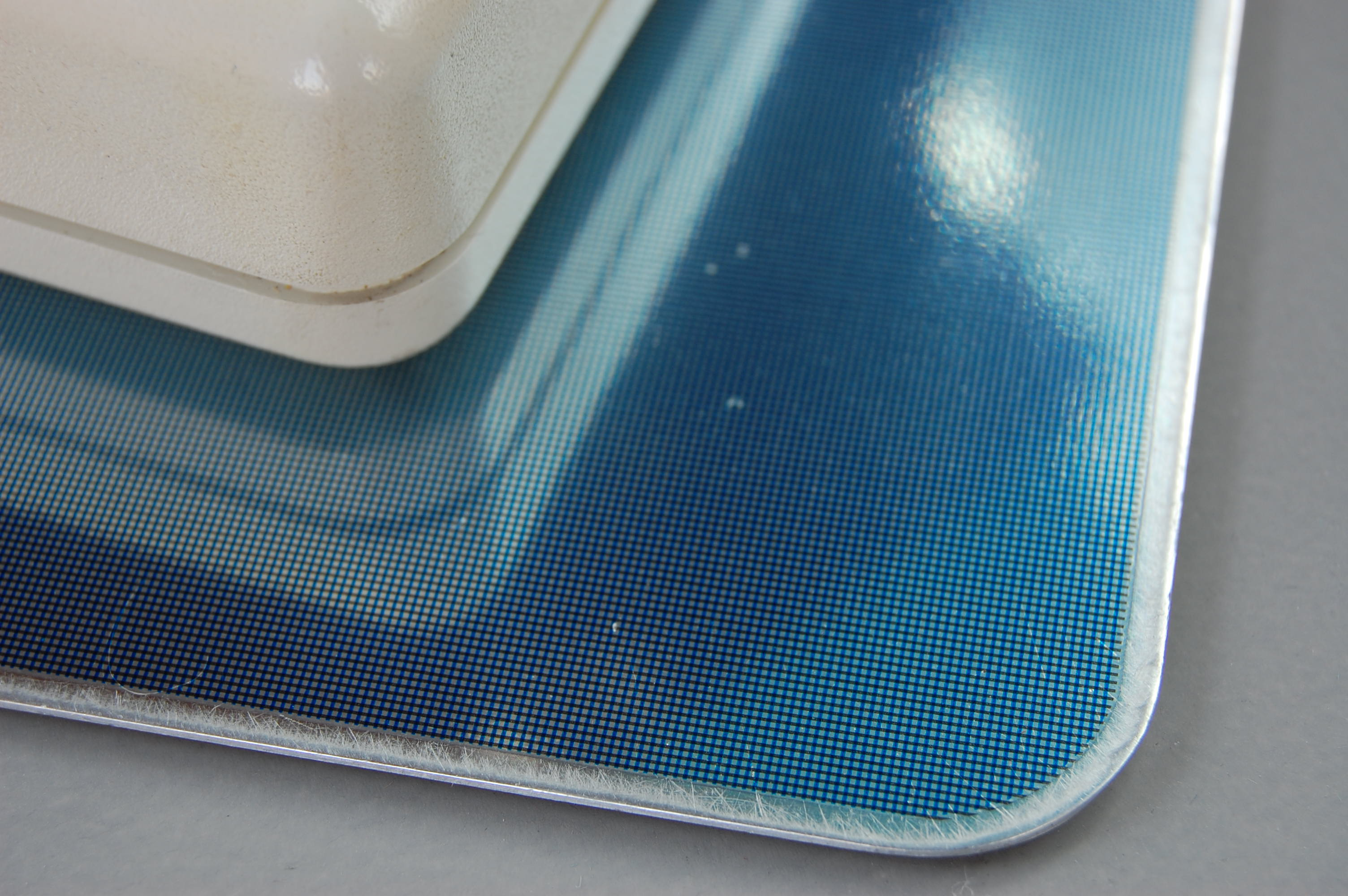
Gitterstruktur des Mousepads

Wie alle frühen optischen Mäuse war das erste Produkt auf ein spezielles metallisches, reflektierendes Mauspad angewiesen, das mit einem Gitter aus grauen und blauen Spurlinien bedruckt war. Sowie die Maus über das Mauspad bewegt wurde, wurde das reflektierte Licht der LED von einem eingebauten Microchip ausgewertet, der dem PC maschinenlesbare Bewegungsdaten über die serielle Schnittstelle (RS232) lieferte. Eine externe Spannungsversorgung war zu diesem Zeitpunkt noch notwendig. Einige Mäuse haben ihre Versorgungsspannung auch aus dem Tastaturanschluss der Hauptplatine des PCs bezogen, der über einen Zwischenstecker zwischen Tastaturkabel und Tastaturanschluss angezapft wurde.
Frühe SUN-Workstations waren ausschließlich mit optischen Mouse-Systems-Mäusen ausgerüstet, auch Workstations der Firma SGI wurden teilweise damit ausgeliefert. Die ersten davon wurden noch mit großen Mauspads mit deutlich erkennbar getrennten Linien ausgeliefert, die späteren Modelle waren kleiner und waren mit einem viel engeren und feineren, vorwiegend grauen Gittermuster bedruckt. Um die Gleitfähigkeit zu verbessern und das Mauspadmetall nicht zu verkratzen, wurden die Mäuse auf der Unterseite mit Filzstreifen beklebt. Obwohl die optischen Mäuse eigentlich keiner Reinigung bedurften, haben sie sich dennoch paradoxerweise nach einigen Jahren Benutzung ohne erkennbaren Grund seltsam verhalten.
1984 wurde von der Firma Mouse Systems das Programm PC Paint herausgebracht, das erste mausgesteuerte Bildbearbeitungsprogramm für den IBM PC. Es war von John Bridges entwickelt worden. Bis in die frühen 1990er Jahre wurden mehrere Millionen Pakete dieses Programms vorwiegend zusammen mit den Mäusen ausgeliefert. Als eigenes Produkt ohne die Maus war ihm nur ein begrenzter wirtschaftlicher Erfolg beschieden.
Die Firma Mouse Systems Corporation wurde 1990 von der taiwanischen Firma Kye Systems übernommen. Seit Juni 1999 werden sämtliche Aktivitäten von Mouse Systems bei Kye Systems ausgeführt, die Website www.mousesystems.com ist nicht mehr erreichbar.
Eine der seltsamen Geschichten von Mouse Systems war die Angelegenheit mit ihren roten Mauspads, die mit dem Slogan "Mouse Systems: The most accurate data input systems since 19821" (deutsch: "Mouse Systems: Die genauesten Dateneingabegeräte seit 19821") bedruckt waren. Von diesen Mauspads mit dem fehlerhaft aufgedruckten Jahr „19821“ wurden mehrere tausend ausgeliefert.